# Jean (football, 1986)
Pour les articles homonymes, voir Jean.
Jean Raphael Vanderlei Moreira (Campo Grande, le 24 juin 1986) est un footballeur international brésilien qui joue comme un latéral droit ou de milieu défensif. Il joue actuellement pour Palmeiras.

## Carrière

### Début
Il a commencé sa carrière en jouant au futsal au Collège ABC/CBA à Campo Grande, après de nombreuses réalisations, comme salle joueur, a commencé à fréquenter le Comercial des catégories de base et Operario du Mato Grosso do Sul. En 2002, il a déménagé aux catégories de la base de São Paulo, et professionnalisé en 2005.
Il a été emprunté dans les années suivant le America de Rio Preto pour Marilia et Penafiel de Portugal, respectivement. En 2008, il est retourné à la distribution de São Paulo, porteur de gagner le Championnat Brésilien.
Peut agir à la fois dans la tête et sur le côté ou même sur l'aile droite, être un bon joueur, mais présentant un peu mieux quand vous jouez dans la tête.

### Fluminense

#### 2012
En 2012, Jean est en prêt à Fluminense qui a acquis 35 % des droits du joueur pour 6 millions, avec la valeur définie passe et avec option d'achat de 50 % des droits en juin 2013. Il a fait son premier but pour Fluminense 12 août 2012, contre Palmeiras, pour marquer à la dernière minute et a donné Fluminense victoire 1-0 à Palmeiras en Engenhão. Et aussi le 12, mais en septembre, Jean a marqué son deuxième but pour Fluminense contre Portuguesa, Fluminense a marqué le premier dans le jeu. Wellington Nem a marqué le deuxième et a donné la victoire par 2-0 contre la grippe à Canindé à São Paulo.
Le 11 novembre, Jean a fait la traversée vers Fred à 3-2 à Fluminense sur Palmeiras et Fluminense pour le match de Championnat.

#### 2013
Il a marqué un but contre Olaria le 24 janvier 2013, le Championnat Carioca dans le deuxième tour. Communiqué reçu Edinho a dominé la région et a frappé debout la main gauche dans le coin gauche du but. Il a fait un but après 45 minutes de la première mi-temps contre Quissamã le 2 février, ouvrant le score pour Fluminense. Après le triomphe, le joueur a célébré la semaine positif.
Le 30 mars, a marqué son cinquième but de Fluminense contre Boavista dans le match de championnat de Rio remporté par son équipe par un score de 2 à 0. Après ses bonnes performances en 2012, Jean a été convoqué à plusieurs reprises par Scolari mais utilisé comme côté -droit, position où il ne joue pas dans le club.
Après la dispute de la Coupe des Confédérations, Fluminense a acquis 50 % des droits économiques du joueur qui appartenait encore à São Paulo pour R$ 3,5 millions.

### Palmeiras
Le 13 janvier, 2016, signé un contrat avec Palmeiras, valable pour 4 ans.
Il a fait 6 buts en 33 matchs dans le Championnat du Brésil 2016, étant instrumentale dans le titre Palmeiras.

## Équipe du Brésil
Le 13 novembre 2012, Jean a été appelé à l'équipe nationale brésilienne et a dit qu'il avait fait de son rêve depuis l'enfance.
Il a joué son premier match pour l'équipe nationale contre l'Argentine en Superderby les Amériques. Entré sur pour Arouca et a fini par faire une pénalité douteuse qui Scocco converti et a fait 1 à 0. Après Bernard milieu de l'intersection, le défenseur de l'équipe nationale argentine frappée mal et Jean laissé finalement marquer, dans laquelle l'attaquant Fred se tourna vers le filet. Le jeu terminé 2-1 pour la sélection de l'Argentine qui a pris la décision de sanu Brésil dctions.
Dans la collection de la peine, Jean son converti, contribuant à la victoire de 4-3 dans cette phase finale, remportant ainsi le titre de super classique des Amériques 2012.
Il a été convoqué à nouveau, mais maintenant par l'entraîneur Luiz Felipe Scolari pour le match amical contre l'Angleterre.
Jean a de nouveau été appelé pour 2 jeux plus importants contre les équipes de l'Italie et de la Russie. Dans le match contre l'Angleterre, Jean est venu 40 minutes dans la seconde moitié, d'apprendre à faire une longue passe à Dani Alves, mais le ballon est sorti très fort et sortir de la partie.
Le 14 mai 2013, a été convoqué à la Coupe des Confédérations au Brésil.

## Palmarès

### São Paulo
- Championnat du Brésil: 2008

### Fluminense
- Coupe Guanabara: 2012
- Championnat du Rio de Janeiro: 2012
- Championnat du Brésil: 2012

### Palmeiras
- Championnat du Brésil: 2016

### Équipe du Brésil
- Superderby Amériques: 2012
- Coupe des Confédérations: 2013

### Distinctions Individuelles
- Meilleur Second Milieu de Terrain Campeonato Carioca 2013
- Ballon d'Argent: 2016
- Award Craque do Brasileirão: 2016